# Redes de computadoras (libro)
Redes de computadoras es el primer libro del estadounidense Andrew Stuart Tanenbaum. Fue publicado por Pearson en 1981.

## Reseña
«Redes de computadoras». El autor es ampliamente conocido por sus libros sobre materia informática, utilizados en centros de educación terciaria. Este superventas fue traducido al español por David Morales Peake. Cuenta con varias ediciones en inglés, español y otros idiomas; también se encuentra en formato de libro electrónico.